# Corvin (Clenze)
Corvin ist ein Ortsteil der Gemeinde Clenze im niedersächsischen Landkreis Lüchow-Dannenberg. 
Das Dorf liegt nordwestlich vom Kernbereich von Clenze und südlich der B 493.

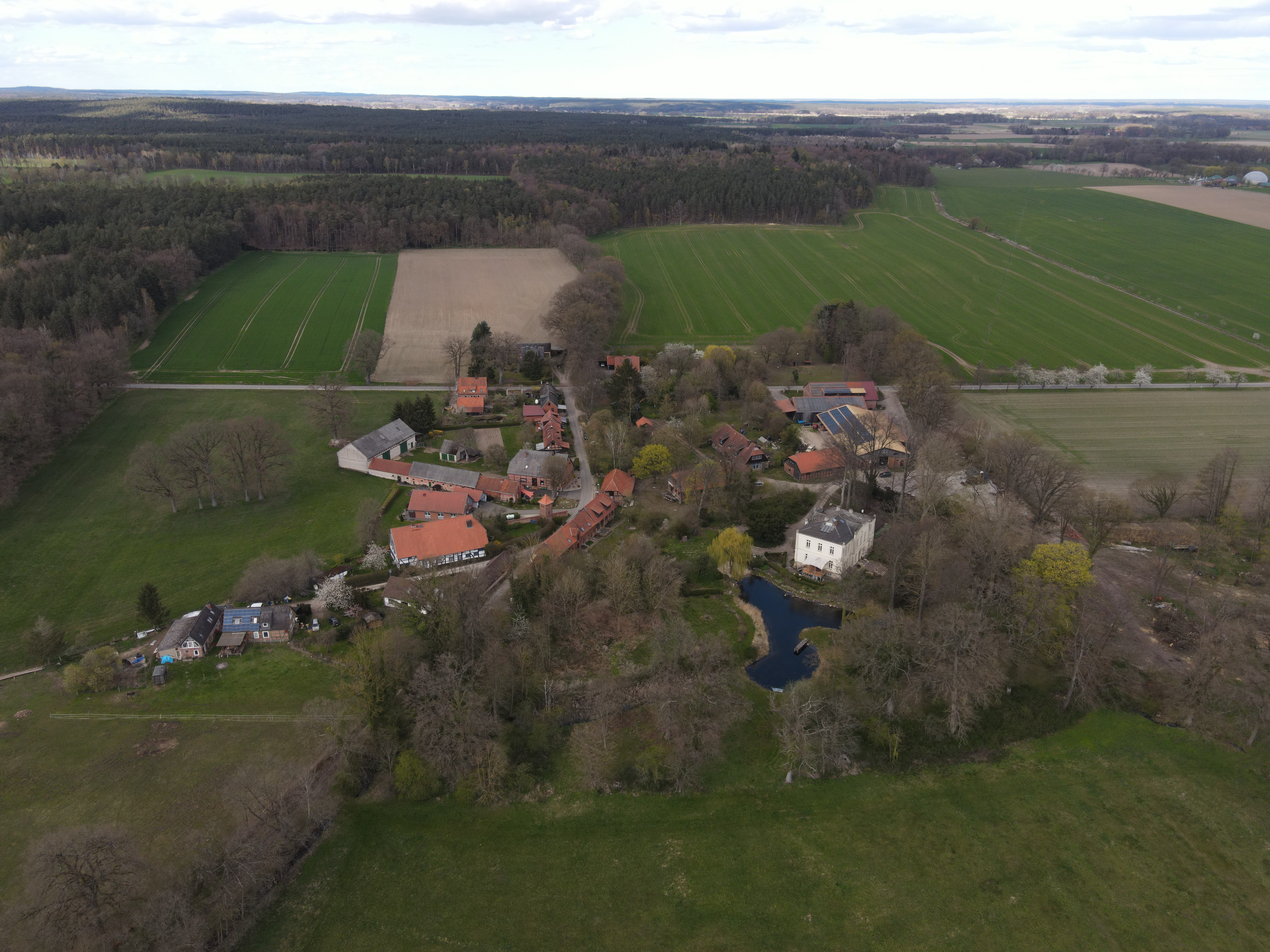
Corvin im April 2021 von Süden

## Geschichte
Das Rittergut befindet sich im Besitz der Familie von dem Knesebeck.
Am 1. Juli 1972 wurde Corvin in die Gemeinde Clenze eingegliedert.